# 가능세계론
가능세계론(可能世界論) 또는 가능세계(possible universe 또는 possible world)란 논리학·철학에서 가능성, 필연성, 우연성 따위의 양상 명제를 논리적으로 다루기 위한 이론적 장치이다. 가능세계의 개념은 논리학에서는 넓게 정착했으나, 그 해석 방법을 둘러싸는 논란도 많다.

## 가능성, 우연성, 필연성
가능세계의 생각은 라이프니츠가 고안한 것으로 여겨진다. 라이프니츠는 가능세계의 개념을, 현실에 창조된 세계가 「모든 가능세계 속에서 최선의 것이다」라고 논했다. 또 가능세계의 아이디어는 루크레티우스, 이븐 루시드, 요하네스 둔스 스코투스의 저작을 거슬러 올라갈 수 있다고 하는 연구자도 있다.
현재의 가능세계론은, 가능성이나 필연성의 의미론을 다루기 때문에, 솔 크립키와 그의 동료가 1950년대에 도입했다. 가능세계론에서는, 현실세계는 무수의 가능세계의 하나라고 여긴다. 세계에 대하여 생각할 수 있는 다른 「존재하는 법」 자체에 다른 가능세계가 있다고 여겨, 그 중에서 우리가 실제로 살고 있는 것이 「현실세계」인 것이다. 이것에 기인해, 가능성이나 필연성에 대하여 다음과 같이 분석할 수 있다.
- 참된 명제란, 현실세계에서 참(眞)일 명제이다.
- 가능한 명제란, 적어도 하나의 가능세계에서 참(眞)일 명제이다.
- 우연적인 명제란, 그것이 참(眞)인 가능세계도, 거짓(僞)인 가능세계도 존재할 명제이다.
- 필연적인 명제란, 모든 가능세계에서 참(眞)일 명제이다.
- 불가능한 명제(필연적으로 거짓인 명제)란, 모든 가능세계에서 거짓(僞)일 명제이다.

「크립키 의미론」은 자주 가능세계 의미론과 같은 뜻으로 다루어지지만, 크립키 의미론은 반드시 필연성·우연성이라는 진리론적 양상에 그친 이론이 아니거니와, 「가능세계」라는 표현에서 전제되기 쉬운 양상실재론적인 의미는 아니다.

## 양상논리에서 철학으로
「가능세계」는 여러 철학적 연구에서 중심적인 위치를 자리잡았다. 그 중에서도, 데이비드 루이스와 로버트 스톨네이커의 근방가능세계를 사용한 반사실조건문의 분석은 유명하다. 이 분석에서는 우리가 반사실조건문을 사용하여 「만약 ~였다고 하면, ~일 것이다」라고 논할 때, 그 주장의 진위는 그 사건을 충족시키는 가장 현실세계에 가까운 세계에서, 그 전건(前件)을 충족하는 가장 현실세계에 가까운 세계 가운데 후건(後件)이 참인지 아닌지에 따라 결정된다. 「가까운 세계」란, 가능한 한 많은 사실을 공유하고 있는 세계라는 것이다.
이를테면 「2000년의 미국 대통령 선거에서 부시가 대통령이 되지 않았다고 한다면, 고어가 대통령이 되어 있었을 것이다」라는 명제는, 다음과 같은 주장을 표현한 것이라고 정식화(定式化)할 수 있다. 「부시가 대통령이 되지 못한 가능세계 가운데, 우리의 현실세계에 가장 가까운 모든 세계에서 고어가 대통령이 되어 있다」. 이 해석에 기인하면, 만약 부시가 대통령이 되지 못한 현실세계에 가장 가까운 세계 가운데, 고어도 대통령이 되어 있지 않은 세계가 있다고 한다면, 이 반사실조건문에 따라 표현된 주장은 「거짓」이라는 것이 된다.
이것 말고도 가능세계론은 철학 논의에서 중심적 역할을 가지고 있다. 이를테면, 심리철학에서의 기능주의나 물리주의를 둘러싸는 논의가 그러하다. 또한, 가능세계의 존재론적 자리매김에 대하여, 데이비드 루이스가 양상실재론을 옹호한 것으로 논쟁이 가열되고 있다. 양상실재론은 우리가 살고 있는 세계의 밖에 가능세계가 「실제로 존재한다」고 하는 논의이다.
루이스는 양상논리가 기능하여 가능세계 의미론이 올바르다고 할 때, 세계에서 무엇이 참(眞)이어야 하는지, 우리가 양상표현의 해석에서 양화(量化)하고 있는 가능세계란 도대체 무엇인지를 물었다. 그리고, 우리가 양화하고 있는 가능세계란, 이 현실세계가 「존재한다」는 것과 동일한 의미로 존재하고 있는 실재적이고 구체적인 세계와 다름없다고 했다. 그러한 여러 가능세계는, 우리가 현실세계와의 사이에 어떠한 공간적·시간적·인과적 관계도 가지지 않는다는 점에서 현실세계와 구별되는 것에 불과한다는 것이다. 루이스에 따르면, 현실세계가 가지고 있는 특별한 성질이라는 것은 유일, 관계적인 것에 지나지 않는다. 즉, 「우리가」 그곳에 살고 있다, 라는 성질인 것이다. 곧, 「현실에」는 「나」나 「이제」라는 개념과 같이 지표적인 것에 지나지 않는다는 것이다.
한편, 로버트 아담스나 윌리엄 라이칸은, 루이스의 묘상(描像)에 형이상학적으로 공감할 수 없었고, 가능세계를 세계에 대한 무모순으로 최대한 자세한 기술(記述) 내지 명제의 집합이라고 한다. 이 해석에서는, 가능세계는 「어느 존재하는 법이 적용된 세계」가 아니라, 「세계가 그러할 것일 수도 있다는 존재하는 법의 기술(記述)」이라는 것이 된다. 이 입장이나,  앨빈 플랜팅커나 피터 포레스트의 유사한 논의을, 루이스는 「대체양상실재론」이라 부르며, 그러한 입장은 가능세계 의미론의 덕택을 「값싸게 사들이려 한다」고 하며, 궁극적으로는 적절한 설명에 실패한다고 반론했다. 크립키는 저서 『이름과 필연』 속에서 루이스의 가능세계 의미론의 사용에 대하여 개방된 논의를 이루어, 가능세계를 순수히 형식적·논리적인 존재물로 하는 규약적인 견해를 옹호해, 가능세계를 현실에 존재하는 세계로 하는 논의나 명제나 기술의 집합으로 보는 견해를 물러나게 하고 있다.

## 문학과 과학
가능세계(可能世界,possible universe)는 현실 세계와 대비되는 가능성의 세계이다. 사물들이 현실에서 존재하는 방식과 다른 방식으로 존재할 수 있다는 논리적 또는 과학적으로 가능하다고 전제된 설정하에, 그렇게 다른 방식으로 유추된 세계를 가리킨다. 문학의 경우, 상상력의 산물인 공상 과학 소설이 묘사해 보이는 세계가 그런 경우이다. 한편 이러한 가능세계는 지구가 포함된 우주 이외에 다른 우주가 무한하게 존재한다는 가설로 알려진 다중우주(multiverse,멀티버스)와도 관련지어지기도 한다.

## 멀티버스
멀티버스는 수많은 여러 개의 우주들이 맞닿아 이루어진 총체인 다중우주(multiverse,멀티버스)에 대한 가설. 지구가 속한 우주와 유사한 여러 우주들이 마치 작은 거품들이 맞닿아 있는 것과 같은 형태로 존재한다고 보는 우주 형태에 대한 가설로 제시되는 것 중 하나이다.

## 같이 보기
- 의미론
- 현실주의
- 양상논리
- 가능주의
- 멀티버스